# Egesina mjobergi
Egesina mjobergi là một loài bọ cánh cứng trong họ Cerambycidae.